# Kvinnherad
Kvinnherad là một đô thị ở hạt Hordaland, Na Uy.